# Blue Demon
Ne doit pas être confondu avec Blue Demon Jr..
Pour les articles homonymes, voir Muñoz.
Alejandro Muñoz Moreno (né le 24 avril 1922 à García (en) et mort le 16 décembre 2000 à Mexico), plus connu sous le nom de ring de Blue Demon, est un catcheur mexicain de lucha libre et acteur de cinéma. Parfois surnommé affectueusement « Blue », son nom est associé à celui d'El Santo, un autre luchador avec qui il partagea l'affiche de plusieurs films.

## Palmarès
- Membre du Wrestling Observer Hall of Fame (1996)

## Filmographie
- 1965 : Demonio Azul de Chano Urueta
- 1966 : Blue Demon contra el poder satánico de Chano Urueta
- 1968 : Arañas infernales de Federico Curiel
- 1968 : Blue Demon contra cerebros infernales de Chano Urueta
- 1968 : Blue Demon contra las diabólicas (en) de Chano Urueta
- 1968 : Blue Demon destructor de espías de Emilio Gómez Muriel
- 1968 : La Sombra del murciélago de Federico Curiel
- 1968 : Pasaporte a la muerte d'Alfredo B. Crevenna
- 1969 : Blue Demon contra las invasoras de Gilberto Martínez Solares
- 1970 : El Mundo del los muertos de Gilberto Martínez Solares
- 1970 : Santo contra Blue Demon en la Atlántida de Julián Soler
- 1970 : Santo el enmascarado de plata y Blue Demon contra los monstruos de Gilberto Martínez Solares
- 1971 : Los Campeones justicieros de Federico Curiel
- 1972 : Las Momias de Guanajuato de Federico Curiel
- 1972 : Vuelven los campeones justicieros de Federico Curiel
- 1973 : Las Bestias del terror de Alfredo B. Crevenna
- 1973 : Santo y Blue Demon contra Drácula y el Hombre Lobo de Miguel M. Delgado
- 1974 : El Triunfo de los campeones justicieros de Rafael Lanuza
- 1974 : Santo y Blue Demon contra el doctor Frankenstein de Miguel M. Delgado
- 1975 : La Mafia amarilla de René Cardona
- 1976 : El Hijo de Alma Grande de Tito Novaro
- 1977 : La Mansion de las 7 momias de Rafael Lanuza
- 1977 : Misterio en las Bermudas de Gilberto Martínez Solares